# Gabrias
Ne doit pas être confondu avec Gabras.
Gabrias est une commune française, située dans le centre du département de la Lozère en région Occitanie.
Exposée à un climat de montagne, elle est drainée par le ruisseau du Coulagnet et par divers autres petits cours d'eau. La commune possède un patrimoine naturel remarquable composé de trois zones naturelles d'intérêt écologique, faunistique et floristique.
Gabrias est une commune rurale qui compte 159 habitants en 2022, après avoir connu un pic de population de 701 habitants en 1806.  Elle fait partie de l'aire d'attraction de Mende. Ses habitants sont appelés les Gabriasois ou  Gabriasoises.

## Géographie

### Localisation
Commune située dans le Massif central sur le Coulagnet. Le col de Goudard est à 1 022 mètres.

### Communes limitrophes
Les communes limitrophes sont Barjac, Esclanèdes, Grèzes, Montrodat, Lachamp-Ribennes et Monts-de-Randon.
| Lachamp-Ribennes | Monts-de-Randon |        |
| Montrodat        | Gabrias         | Barjac |
| Grèzes           | Esclanèdes      |        |

### Climat
Pour des articles plus généraux, voir Climat de l'Occitanie et Climat de la Lozère.
En 2010, le climat de la commune est de type climat de montagne, selon une étude s'appuyant sur une série de données couvrant la période 1971-2000. En 2020, Météo-France publie une typologie des climats de la France métropolitaine dans laquelle la commune est exposée à un climat de montagne ou de marges de montagne et est dans la région climatique Sud-est du Massif Central, caractérisée par une pluviométrie annuelle de 1 000 à 1 500 mm, minimale en été, maximale en automne.
Pour la période 1971-2000, la température annuelle moyenne est de 8,6 °C, avec une amplitude thermique annuelle de 15,3 °C. Le cumul annuel moyen de précipitations est de 1 157 mm, avec 8,6 jours de précipitations en janvier et 6,1 jours en juillet. Pour la période 1991-2020, la température moyenne annuelle observée sur la station météorologique la plus proche, située sur la commune de Montrodat à 4 km à vol d'oiseau, est de 10,1 °C et le cumul annuel moyen de précipitations est de 818,0 mm,. Pour l'avenir, les paramètres climatiques de la commune estimés pour 2050 selon différents scénarios d’émission de gaz à effet de serre sont consultables sur un site dédié publié par Météo-France en novembre 2022.

### Milieux naturels et biodiversité
L’inventaire des zones naturelles d'intérêt écologique, faunistique et floristique (ZNIEFF) a pour objectif de réaliser une couverture des zones les plus intéressantes sur le plan écologique, essentiellement dans la perspective d’améliorer la connaissance du patrimoine naturel national et de fournir aux différents décideurs un outil d’aide à la prise en compte de l’environnement dans l’aménagement du territoire.
Deux ZNIEFF de type 1 sont recensées sur la commune :
le « ruisseau de Chabridet à Servières » (19 ha), couvrant 2 communes du département, et 
le « ruisseau du Coulagnet entre Berlière et Baldasse » (31 ha), couvrant 2 communes du département
et une ZNIEFF de type 2, : 
les « causses de Marvejols et de Mende » (18 190 ha), couvrant 24 communes du département.

Cartes des ZNIEFF de type 1 et 2 à Gabrias.
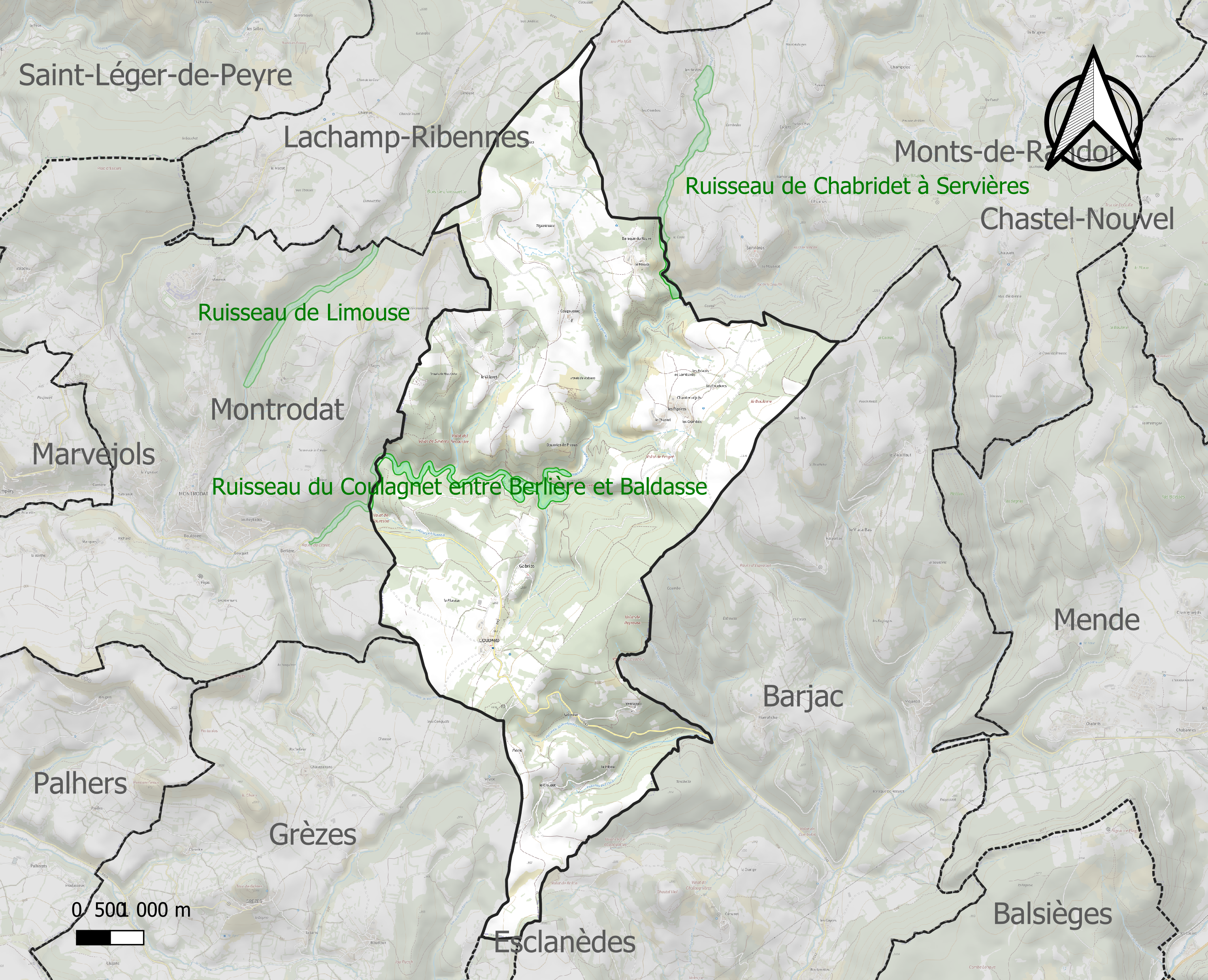
Carte des ZNIEFF de type 1 sur la commune.
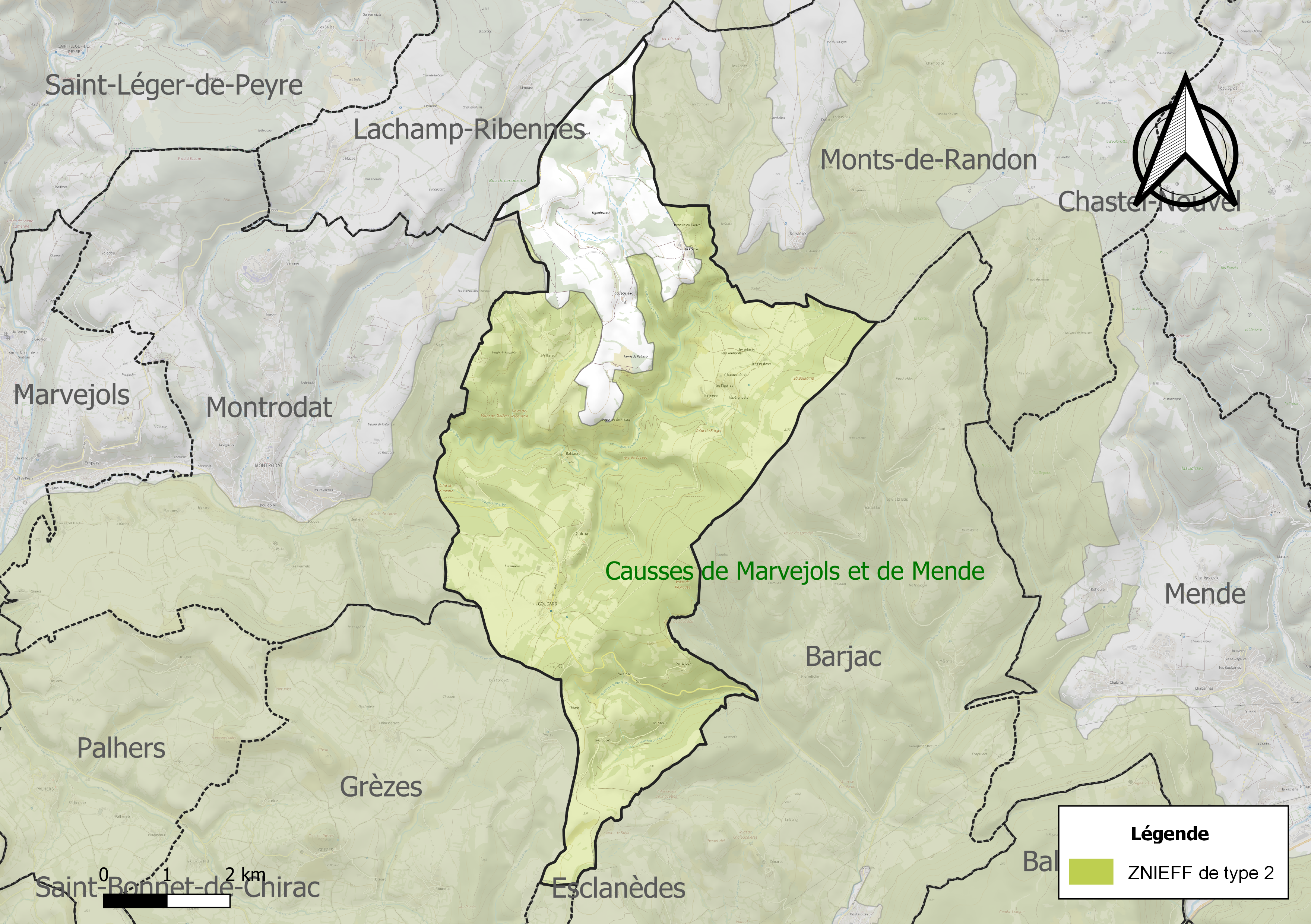
Carte de la ZNIEFF de type 2 sur la commune.

## Urbanisme

### Typologie
Au 1er janvier 2024, Gabrias est catégorisée commune rurale à habitat très dispersé, selon la nouvelle grille communale de densité à sept niveaux définie par l'Insee en 2022.
Elle est située hors unité urbaine. Par ailleurs la commune fait partie de l'aire d'attraction de Mende, dont elle est une commune de la couronne,. Cette aire, qui regroupe 31 communes, est catégorisée dans les aires de moins de 50 000 habitants,.

### Occupation des sols
L'occupation des sols de la commune, telle qu'elle ressort de la base de données européenne d’occupation biophysique des sols Corine Land Cover (CLC), est marquée par l'importance des forêts et milieux semi-naturels (55,5 % en 2018), en diminution par rapport à 1990 (61 %). La répartition détaillée en 2018 est la suivante : 
forêts (52,7 %), zones agricoles hétérogènes (22,8 %), prairies (21,7 %), milieux à végétation arbustive et/ou herbacée (2,8 %). L'évolution de l’occupation des sols de la commune et de ses infrastructures peut être observée sur les différentes représentations cartographiques du territoire : la carte de Cassini (XVIIIe siècle), la carte d'état-major (1820-1866) et les cartes ou photos aériennes de l'IGN pour la période actuelle (1950 à aujourd'hui).

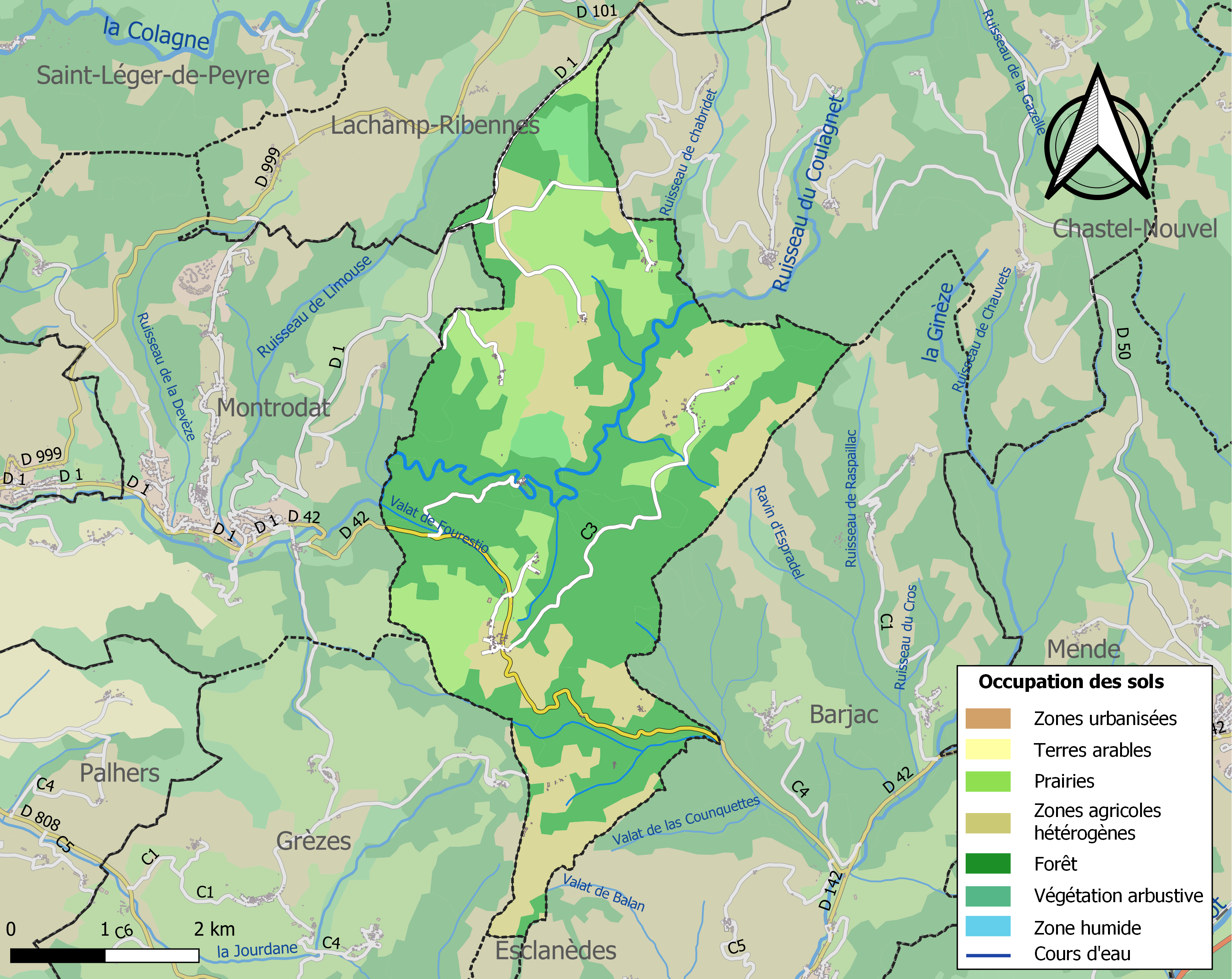
Carte des infrastructures et de l'occupation des sols de la commune en 2018 (CLC).

### Risques majeurs
Le territoire de la commune de Gabrias est vulnérable à différents aléas naturels : météorologiques (tempête, orage, neige, grand froid, canicule ou sécheresse), feux de forêts, mouvements de terrains et séisme (sismicité faible). Il est également exposé à un risque particulier : le risque de radon. Un site publié par le BRGM permet d'évaluer simplement et rapidement les risques d'un bien localisé soit par son adresse soit par le numéro de sa parcelle.

#### Risques naturels
Gabrias est exposée au risque de feu de forêt. Un plan départemental de protection des forêts contre les incendies (PDPFCI) a été approuvé en décembre 2014 pour la période 2014-2023. Les mesures individuelles de prévention contre les incendies sont précisées par divers arrêtés préfectoraux et s’appliquent dans les zones exposées aux incendies de forêt et à moins de 200 mètres de celles-ci. L’arrêté du 23 mars 2018, complété par un arrêté de 2020, réglemente l'emploi du feu en interdisant notamment d’apporter du feu, de fumer et de jeter des mégots de cigarette dans les espaces sensibles et sur les voies qui les traversent sous peine de sanctions. L'arrêté du 23 août 2021, abrogeant un arrêté de 2002, rend le débroussaillement obligatoire, incombant au propriétaire ou ayant droit,,.

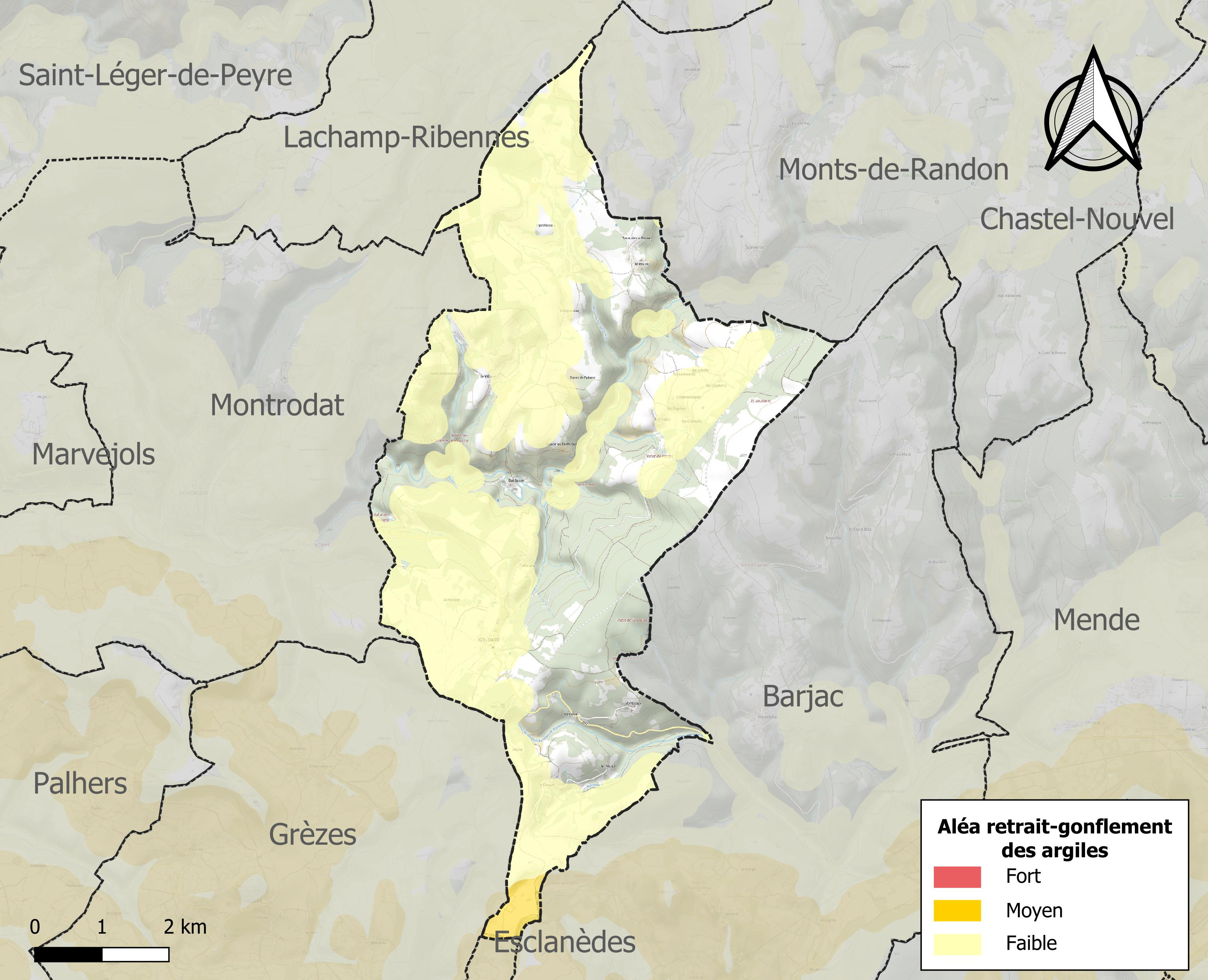
Carte des zones d'aléa retrait-gonflement des sols argileux de Gabrias.

Les mouvements de terrains susceptibles de se produire sur la commune sont des affaissements et effondrements liés aux cavités souterraines (hors mines), des éboulements, chutes de pierres et de blocs, des glissements de terrain et des tassements différentiels. Par ailleurs, afin de mieux appréhender le risque d’affaissement de terrain, l'inventaire national des cavités souterraines permet de localiser celles situées sur la commune.
Le retrait-gonflement des sols argileux est susceptible d'engendrer des dommages importants aux bâtiments en cas d’alternance de périodes de sécheresse et de pluie. 1,2 % de la superficie communale est en aléa moyen ou fort (15,8 % au niveau départemental et 48,5 % au niveau national). Sur les 96 bâtiments dénombrés sur la commune en 2019,  aucun n'est en aléa moyen ou fort, à comparer aux 14 % au niveau départemental et 54 % au niveau national. Une cartographie de l'exposition du territoire national au retrait gonflement des sols argileux est disponible sur le site du BRGM,.
Par ailleurs, afin de mieux appréhender le risque d’affaissement de terrain, l'inventaire national des cavités souterraines permet de localiser celles situées sur la commune.
La commune a été reconnue en état de catastrophe naturelle au titre des dommages causés par les inondations et coulées de boue survenues en 1982, 1994 et 2003. 

#### Risque particulier
Dans plusieurs parties du territoire national, le radon, accumulé dans certains logements ou autres locaux, peut constituer une source significative d’exposition de la population aux rayonnements ionisants. Certaines communes du département sont concernées par le risque radon à un niveau plus ou moins élevé. Selon la classification de 2018, la commune de Gabrias est classée en zone 2, à savoir zone à potentiel radon faible mais sur lesquelles des facteurs géologiques particuliers peuvent faciliter le transfert du radon vers les bâtiments.

## Politique et administration

### Découpage territorial
La commune de Gabrias est membre de la communauté de communes du Gévaudan, un établissement public de coopération intercommunale (EPCI) à fiscalité propre créé le 30 décembre 2003 dont le siège est à Marvejols. Ce dernier est par ailleurs membre d'autres groupements intercommunaux.
Sur le plan administratif, elle est rattachée à l'arrondissement de Mende, à la circonscription administrative de l'État de la Lozère et à la région Occitanie.
Sur le plan électoral, elle dépend du canton de Bourgs sur Colagne pour l'élection des conseillers départementaux, depuis le redécoupage cantonal de 2014 entré en vigueur en 2015, et de la circonscription de la Lozère pour les élections législatives, depuis le dernier découpage électoral de 2010.

### Liste des maires
| Période | Période  | Identité            | Étiquette | Qualité          |
| ------- | -------- | ------------------- | --------- | ---------------- |
| <= 1807 | 1808     | Etienne Soulier     |           |                  |
| 1808    | 1848     | Pierre Jean Soulier |           | Cultivateur      |
| 1848    | 1855     | Pierre Jean Causse  |           |                  |
| 1855    | >= 1857  | Jean Pierre Rousset |           |                  |
| <= 1859 | 1865     | Jean Rousset        |           |                  |
| 1865    | 1870     | Victor Soulier      |           |                  |
| 1870    | 1880     | Etienne Solignac    |           |                  |
| 1881    | 1882     | Etienne Pelat       |           |                  |
| 1882    | 1888     | Pierre Jean Rousset |           |                  |
| 1888    | 1896     | Etienne Solignac    |           |                  |
| 1896    | 1908     | Jean Arnal          |           | Agriculteur      |
| 1908    | 1925     | Cyprien Trauchessec |           | Maréchal-ferrant |
| ?       | ?        | ?                   |           |                  |
| 2001 ?  | 2020     | Gabriel Rousset     |           |                  |
| 2021    | En cours | Bernard Rousset     |           |                  |

## Démographie
L'évolution du nombre d'habitants est connue à travers les recensements de la population effectués dans la commune depuis 1793. Pour les communes de moins de 10 000 habitants, une enquête de recensement portant sur toute la population est réalisée tous les cinq ans, les populations de référence des années intermédiaires étant quant à elles estimées par interpolation ou extrapolation. Pour la commune, le premier recensement exhaustif entrant dans le cadre du nouveau dispositif a été réalisé en 2007.

En 2022, la commune comptait 159 habitants, en évolution de +7,43 % par rapport à 2016 (Lozère : +0,11 %, France hors Mayotte : +2,11 %).
| 1793 | 1800 | 1806 | 1821 | 1831 | 1836 | 1841 | 1846 | 1851 |
| ---- | ---- | ---- | ---- | ---- | ---- | ---- | ---- | ---- |
| 476  | 590  | 701  | 594  | 521  | 526  | 449  | 482  | 500  |

| 1856 | 1861 | 1866 | 1872 | 1876 | 1881 | 1886 | 1891 | 1896 |
| ---- | ---- | ---- | ---- | ---- | ---- | ---- | ---- | ---- |
| 435  | 420  | 437  | 402  | 400  | 371  | 404  | 426  | 423  |

| 1901 | 1906 | 1911 | 1921 | 1926 | 1931 | 1936 | 1946 | 1954 |
| ---- | ---- | ---- | ---- | ---- | ---- | ---- | ---- | ---- |
| 369  | 363  | 380  | 317  | 301  | 306  | 253  | 240  | 234  |

| 1962 | 1968 | 1975 | 1982 | 1990 | 1999 | 2006 | 2007 | 2012 |
| ---- | ---- | ---- | ---- | ---- | ---- | ---- | ---- | ---- |
| 212  | 156  | 149  | 137  | 127  | 125  | 130  | 131  | 147  |

| 2017 | 2022 | - | - | - | - | - | - | - |
| ---- | ---- | - | - | - | - | - | - | - |
| 152  | 159  | - | - | - | - | - | - | - |

## Économie

### Revenus
En 2018, la commune compte 72 ménages fiscaux, regroupant 159 personnes. La médiane du revenu disponible par unité de consommation est de 20 230 € (20 420 € dans le département).

### Emploi
|                | 2008  | 2013  | 2018  |
| -------------- | ----- | ----- | ----- |
| Commune        | 1,3 % | 2,1 % | 8,2 % |
| Département    | 5 %   | 6,4 % | 7,1 % |
| France entière | 8,3 % | 10 %  | 10 %  |

En 2018, la population âgée de 15 à 64 ans s'élève à 100 personnes, parmi lesquelles on compte 85,7 % d'actifs (77,6 % ayant un emploi et 8,2 % de chômeurs) et 14,3 % d'inactifs,. En  2018, le taux de chômage communal (au sens du recensement) des 15-64 ans est supérieur à celui du département, mais inférieur à celui de la France, alors qu'il était inférieur à celui du département et de la France en 2008.
La commune fait partie de la couronne de l'aire d'attraction de Mende, du fait qu'au moins 15 % des actifs travaillent dans le pôle,. Elle compte 20 emplois en 2018, contre 16 en 2013 et 18 en 2008. Le nombre d'actifs ayant un emploi résidant dans la commune est de 79, soit un indicateur de concentration d'emploi de 26 % et un taux d'activité parmi les 15 ans ou plus de 68 %.
Sur ces 79 actifs de 15 ans ou plus ayant un emploi, 17 travaillent dans la commune, soit 22 % des habitants. Pour se rendre au travail, 87 % des habitants utilisent un véhicule personnel ou de fonction à quatre roues, 6,5 % s'y rendent en deux-roues, à vélo ou à pied et 6,5 % n'ont pas besoin de transport (travail au domicile).

## Culture locale et patrimoine

### Hameaux / Lieux-dits
- Baldassé,
- Chanteruéjols,
- Cougoussac,
- Crouzet,
- Goudard,
- le Piboul (ou Pivoult),
- le Rouve,
- Valcroze,
- Ventajoux,
- le Villaret.

### Lieux et monuments
- Château de Cougoussac.
- Église des Saints-Innocents de Gabrias.